# Distrikt Magdalena del Mar
Der Distrikt Magdalena del Mar ist einer der 43 Stadtbezirke der Region Lima Metropolitana in Peru. Er umfasst eine Fläche von 3,61 km². Beim Zensus 2017 wurden 60.290 Einwohner gezählt. Im Jahr 1993 lag die Einwohnerzahl bei 48.963, im Jahr 2007 bei 50.764. Der Distrikt wurde am 10. Mai 1920 gegründet.

## Geographische Lage
Der Distrikt Magdalena del Mar liegt an der Pazifikküste 6,4 km südwestlich vom Stadtzentrum von Lima. Ein etwa 1900 m langer Küstenabschnitt gehört zum Distrikt. Der Distrikt Magdalena del Mar grenzt im Westen an den San Miguel, im Norden an die Distrikte Pueblo Libre und Jesús María sowie im Osten an den Distrikt San Isidro.

## Sehenswürdigkeiten

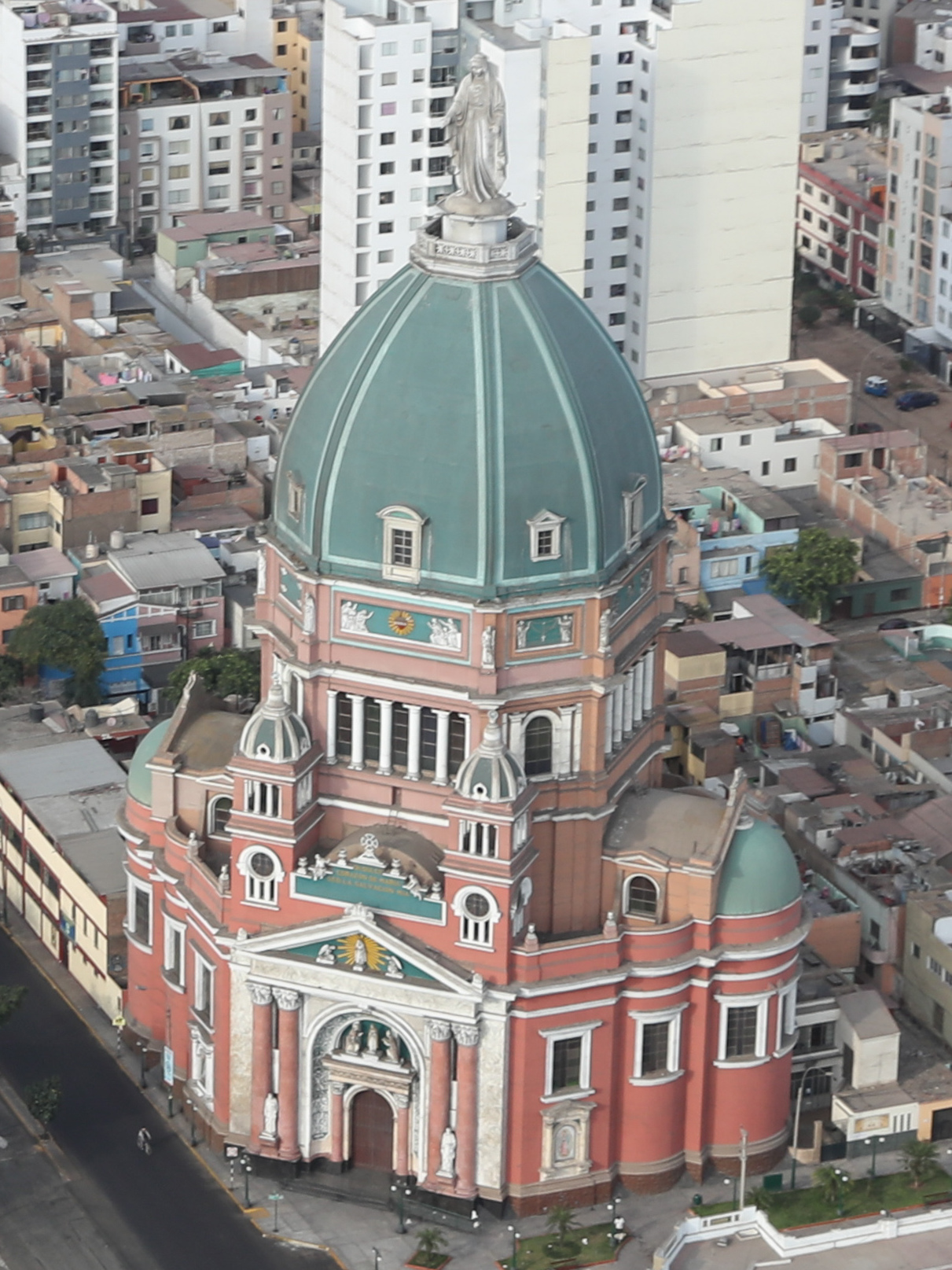
Kirche des Unbefleckten Herzens

Die Kirche des Unbefleckten Herzens ist der Symbol des Distrikts. Die Gebäude liegt an der Antonio José de Sucre Allee.     